# Marco John
Marco John (Bad Friedrichshall, 2 aprile 2002) è un calciatore tedesco, centrocampista del Greuther Fürth.

## Carriera

### Club
Ha giocato nella prima divisione tedesca.

### Nazionale
Ha giocato numerose partite con le varie nazionali giovanili tedesche.